# Wasserbehälter (Wallertheim)

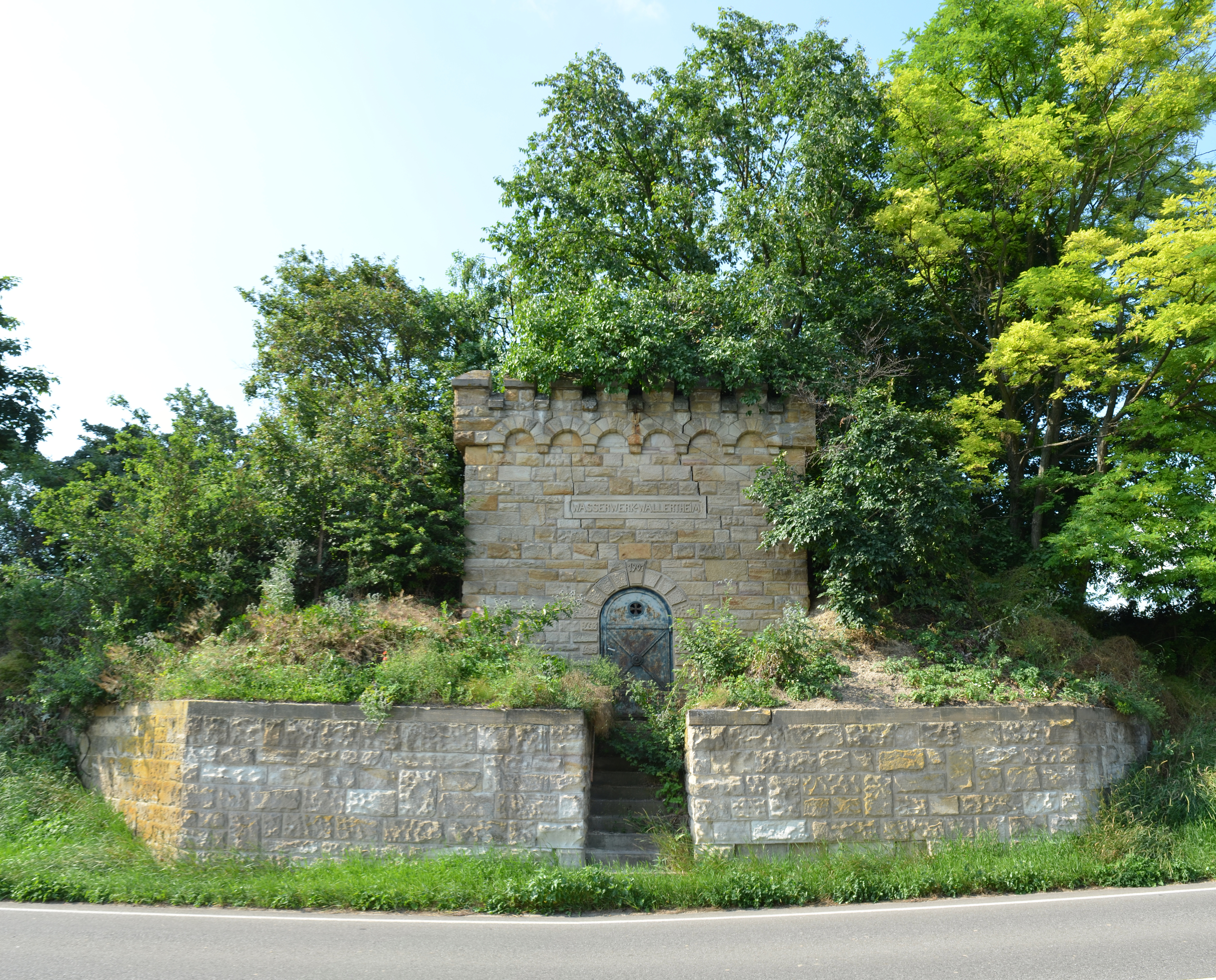
Wasserbehälter in Wallertheim

Der Wasserbehälter in Wallertheim, einer Ortsgemeinde im Landkreis Alzey-Worms in Rheinland-Pfalz, wurde 1901 errichtet. Der Wasserbehälter östlich des Ortes an der Bundesstraße 420 ist ein geschütztes Kulturdenkmal.  
Der Typenbau aus Sandstein-Bossenquadern ist mit einem Zinnenkranz versehen. Die Rundbogentür wird von einer rundbogigen Steinrahmung mit Agraffe, in der die Jahreszahl 1901 zu sehen ist, umgeben. 
Der Wasserbau-Ingenieur und Baubeamte Bruno von Boehmer entwarf und leitete von 1897 bis 1907 die Modernisierung der Wasserversorgung großer Teile Rheinhessens.